# HD 129132
HD 129132，又名BD+22 2731，SAO 83458、HR 5472，是一颗恒星，视星等为6.1，位于銀經27.15，銀緯64.75，其B1900.0坐标为赤經14h 35m 49.3s，赤緯+22° 64.75′ 15″。